# Grand Archives
Grand Archives var ett amerikanskt indierockband från Seattle. Många av bandets medlemmar har spelat i andra kända band från Seattle, bland annat Mat Brooke som tidigare spelat i Band of Horses.

## Medlemmar
Senaste medlemmar
- Mat Brooke - sång, gitarr (2006-2012)
- Jeff Montano - bas, bakgrundssång (2006-2012)
- Thomas Wright - gitarr, bakgrundssång (2007-2012)
- Curtis Hall - trummor, bakgrundssång (2006-2012)

Tidigare medlemmar
- Ron Lewis - keyboard, gitarr, sång (2006-2008)

Turnerande medlemmar
- Robin Peringer - gitarr
- Jason Kardong - pedal steel guitar

## Diskografi
Studioalbum
- 2008 – The Grand Archives
- 2009 – Keep in Mind Frankenstein

EP
- 2007 – Grand Archives